# La Charité-sur-Loire
La Charité-sur-Loire ist eine französische Stadt mit 4701 Einwohnern (Stand 1. Januar 2022) im Département Nièvre in der Region Bourgogne-Franche-Comté. Die Bewohner werden Charitois und Charitoises genannt.
Die Gemeinde erhielt 2022 die Auszeichnung „Drei Blumen“, die vom Conseil national des villes et villages fleuris (CNVVF) im Rahmen des jährlichen Wettbewerbs der blumengeschmückten Städte und Dörfer verliehen wird.

## Geografie
Die Stadt liegt etwa 25 Kilometer nördlich von Nevers an der Loire.

## Geschichte
Bereits 771 wurde von der Zerstörung der karolingischen Gründung Seyrs durch die Sarazenen berichtet. Mit den 1059 begonnenen Arbeiten zur Errichtung eines Priorats durch den Abt Hugo von Cluny ging auch die Entstehung der Stadt einher. 1107 wurde die Prioratskirche von Papst Paschalis II. geweiht. Das bedeutende Kloster wurde auch als „erstgeborene Tochter Clunys“ bezeichnet. Das einflussreiche Priorat mit seiner beachtlichen romanischen Kirche Notre-Dame sowie die Lage La Charités an einem der vier historischen „Wege der Jakobspilger in Frankreich“ förderte den Aufschwung der Stadt. Ursprünglich hieß der Ort Seyr, doch das wohltätige Wirken des Klosters bewirkte den sprichwörtlichen Namen.
1429 wurde die Stadt einen Monat erfolglos von Jeanne d’Arc belagert. Im Jahr 1559, in der Zeit der Hugenottenkriege wurden durch ein Feuer große Teile des Klosters, seiner Kirche sowie der Stadt vernichtet und im Jahr 1569 wurden alle Mönche des Klosters von den Hugenotten ermordet.
Während des Westfeldzuges fanden deutsche Offiziere am 16. Juni 1940 einen verlassenen Zug in La Charité-sur-Loire vor, der große Teile des Geheimarchivs des französischen Oberkommandos erhielt. Der Zug war durch zerstörte Bahngleise an der Weiterfahrt gehindert worden. Die Papiere waren weniger von militärischem, als von propagandistischem Wert. Beispielsweise wurde aus den Papieren deutlich, dass es geheime Absprachen zwischen der neutralen Schweiz und Frankreich für den Fall eines deutschen Angriffs auf die Schweiz gegeben hatte. Die Propaganda des Dritten Reiches nutzte die Papiere für ihre Zwecke.

### Bevölkerungsentwicklung
| Jahr                       | 1962 | 1968 | 1975 | 1982 | 1990 | 1999 | 2010 | 2019 |
| Einwohner                  | 5742 | 6194 | 6426 | 6416 | 5686 | 5460 | 5129 | 4742 |
| Quellen: Cassini und INSEE |      |      |      |      |      |      |      |      |

## Wirtschaft und Infrastruktur
Im Stadtzentrum dominiert noch der Einzelhandel, während auf der „grünen Wiese“ vereinzelt kleinere Industrien und Einzelhandelskomplexe entstanden sind. Einer der größten Arbeitgeber ist die das Centre Hospitalier Spécialisé mit seiner überregionalen Klinik für Psychiatrie. Es gibt ein gutes halbes Dutzend Hotels sowie Schwimmbäder und Sportstätten und andere Einrichtungen, die vom Tourismus profitieren.

### Ville du Livre
Seit dem Jahr 2000 nennt sich La Charité-sur-Loire auch Ville du Livre („Stadt des Buches“). Im historischen Stadtzentrum hat sich ein gutes Dutzend Antiquariate etabliert sowie Druckereien und eine Buchbinderei. So wird versucht, die Attraktivität der Stadt für Besucher zu erhöhen.

### Verkehr
In La Charité-sur-Loire kreuzen sich die Route nationale 151 und die Route nationale 7.
Die Gemeinde besitzt seit 1861 einen Bahnhof an der Bahnstrecke Moret-Veneux-les-Sablons–Lyon-Perrache, der von Zügen des TER Bourgogne-Franche-Comté der Verbindung Paris-Bercy–Nevers bedient wird.

## Sehenswürdigkeiten

### Befestigungsanlage

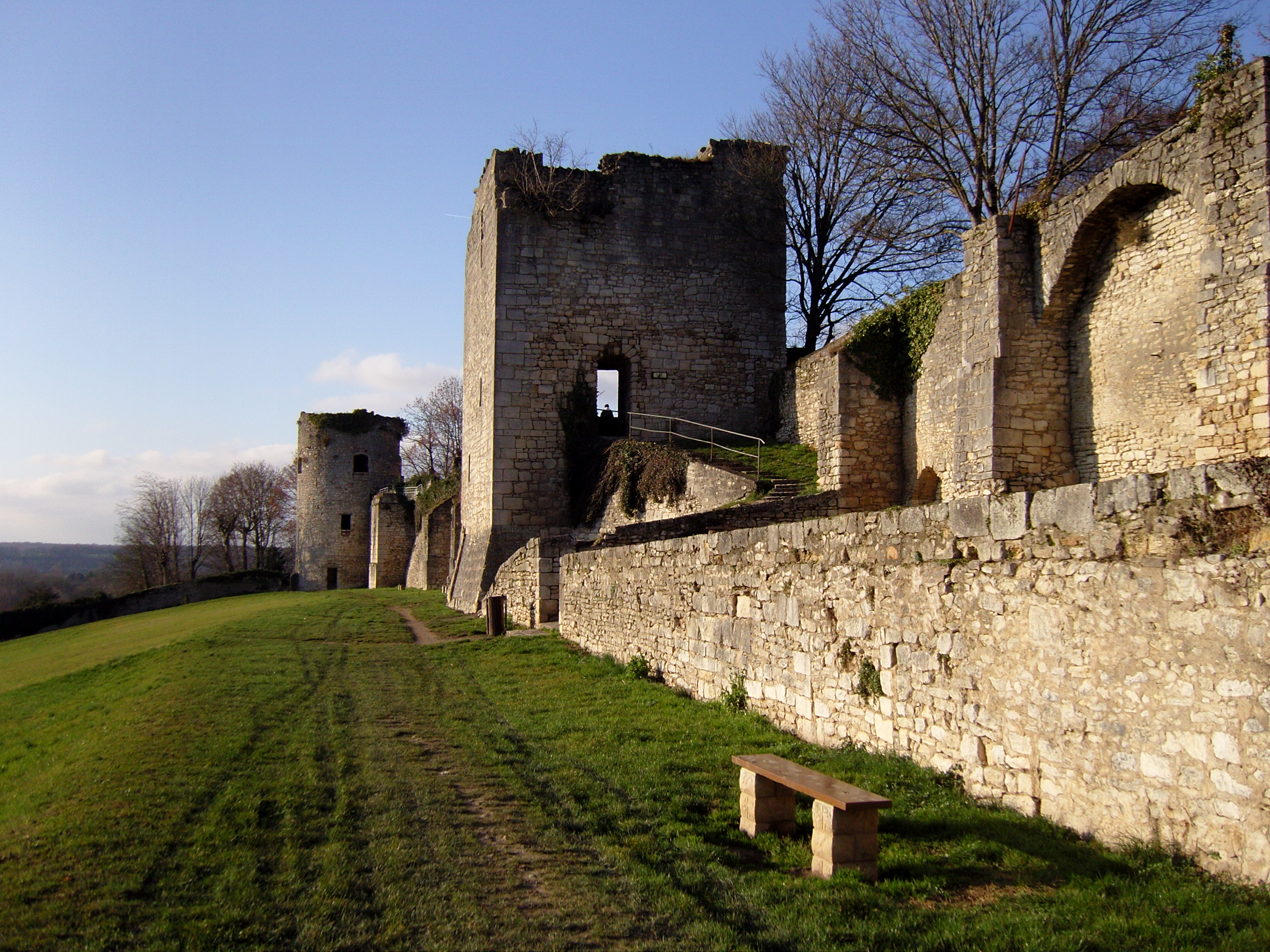
Stadtmauer mit dem Wehrturm „Tour des Espagnoles“ (links)

Obwohl La Charité weniger ein Ort der weltlichen Macht, als ein Ort des Glaubens war, spielte es oft eine strategisch wichtige Rolle. Mit der Erlaubnis durch Philippe I. wurde 1081 mit dem Bau der Stadtmauer begonnen. Sie umfasste die Stadt in allen vier Himmelsrichtungen, auch am Ufer der Loire. Im Hundertjährigen Krieg trotzen die Befestigungsanlagen 1429 der Belagerung durch Jeanne d’Arc und erst am Ende des 17. Jahrhunderts wurde die weitere Unterhaltung der Anlagen eingestellt. Der nördliche Teil der Mauern überragt noch heute die Stadt und steht seit 1937 unter Denkmalschutz. Ebenfalls erhalten ist der „Tour des Espagnols“ der unter Louis XIV. als Kerker für spanische Gefangene diente.

### Loirebrücke

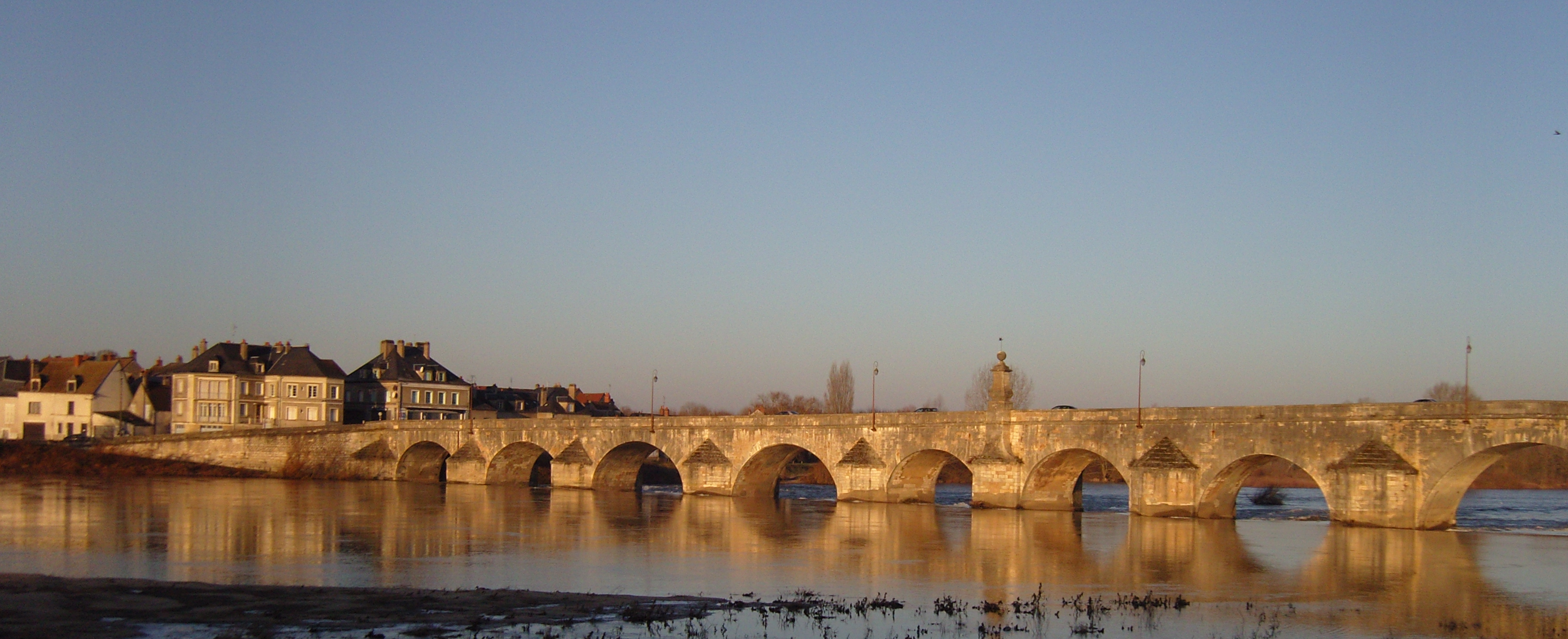
Loire mit Straßenbrücke Grand pont zur Flussinsel

Im Jahre 1420 wurde eine erste hölzerne Brücke über die Loire gebaut. Schon 1520 war die Brücke stark in Mitleidenschaft gezogen, und der Prior ordnete den Bau einer Steinbrücke an. So entstand dort die erste nachgewiesene steinerne Brücke über die Loire. Sie besteht aus elf Bögen. In vielen Kriegen wurde die Brücke zum strategischen Streitpunkt. Während der Religionskriege – La Charité war zu jener Zeit in den Händen der Protestanten – wurden 1577 erstmals zwei Bögen zerstört. Im Zweiten Weltkrieg wurde 1940 durch die französische Armee ein Bogen gesprengt, um den Vormarsch der deutschen Soldaten zu stoppen. Bei der Flucht der Deutschen 1944 werden zwei weitere Bögen gesprengt.
Erst 1955 war die Brücke komplett wiederhergestellt. Heute sind nur noch 10 Bögen sichtbar, da die Erweiterung der Uferbefestigung im Lauf der Zeit einen Bogen zum Verschwinden brachte. Auf der Mitte der Brücke steht eine barocke Pyramide, gekrönt von einer Kugel, welche die königlichen Lilien zeigt. Im Laufe der Revolution wurde die Kugel zerstört und an der Pyramide die Menschenrechtserklärung angebracht. Erst in neuerer Zeit konnte die Kugel dank eines privaten Spenders wiederhergestellt und angebracht werden.

### Notre-Dame

Blick über die Loire auf „Notre-Dame de La Charité“

Die zwischen 1059 und 1107 entstandene clunyazensische Prioratskirche Notre-Dame de La Charité ist ein Meilenstein in der baulichen Entwicklung zu Cluny III. Die Einweihung erfolgte in der Anwesenheit von Papst Paschalis II.
Anfangs betrat man das 122 Meter lange und 37 Meter breite fünfschiffige Langhaus durch eines der fünf Portale der mit zwei Türmen ausgestatteten Hauptfassade. Nach dem Durchschreiten des Langhauses erreichte man das siebenteilige Querhaus und stand nun vor dem Staffelchor mit seiner großen Hauptapsis und den je drei Nebenapsiden zu jeder Seite. Das Querhaus ist durch einen oktogonalen Vierungsturm bekrönt.
In der zweiten Hälfte des zwölften Jahrhunderts wurden die drei mittleren Apsiden durch einen Umgangschor mit fünf Kranzkapellen ersetzt. Diese Bauweise entsprach auch dem nun fertiggestellten Cluny III. 1204 stürzte der südliche Fassadenturm in das Langhaus und wenig später wurden Teile des nördlichen Seitenschiffs zur Pfarrkirche der Stadt umfunktioniert.
In der Mitte des 16. Jahrhunderts wurde das Langhaus durch einen Brand stark beschädigt und erst 1695 baute man die vier östlichen Joche wieder auf. Nach Auflösung des Klosters 1790 wurde Notre-Dame zur Pfarrkirche und ehemalige Pfarrkirche zu Wohnhäusern. 1840 stuft Prosper Mérimée die Klosteranlage als historisches Denkmal ein und verhindert so ihren Abbruch. 1998 wird die Kirche Notre-Dame, in einem größeren Kontext, zum Weltkulturerbe erklärt.

### Salzspeicher

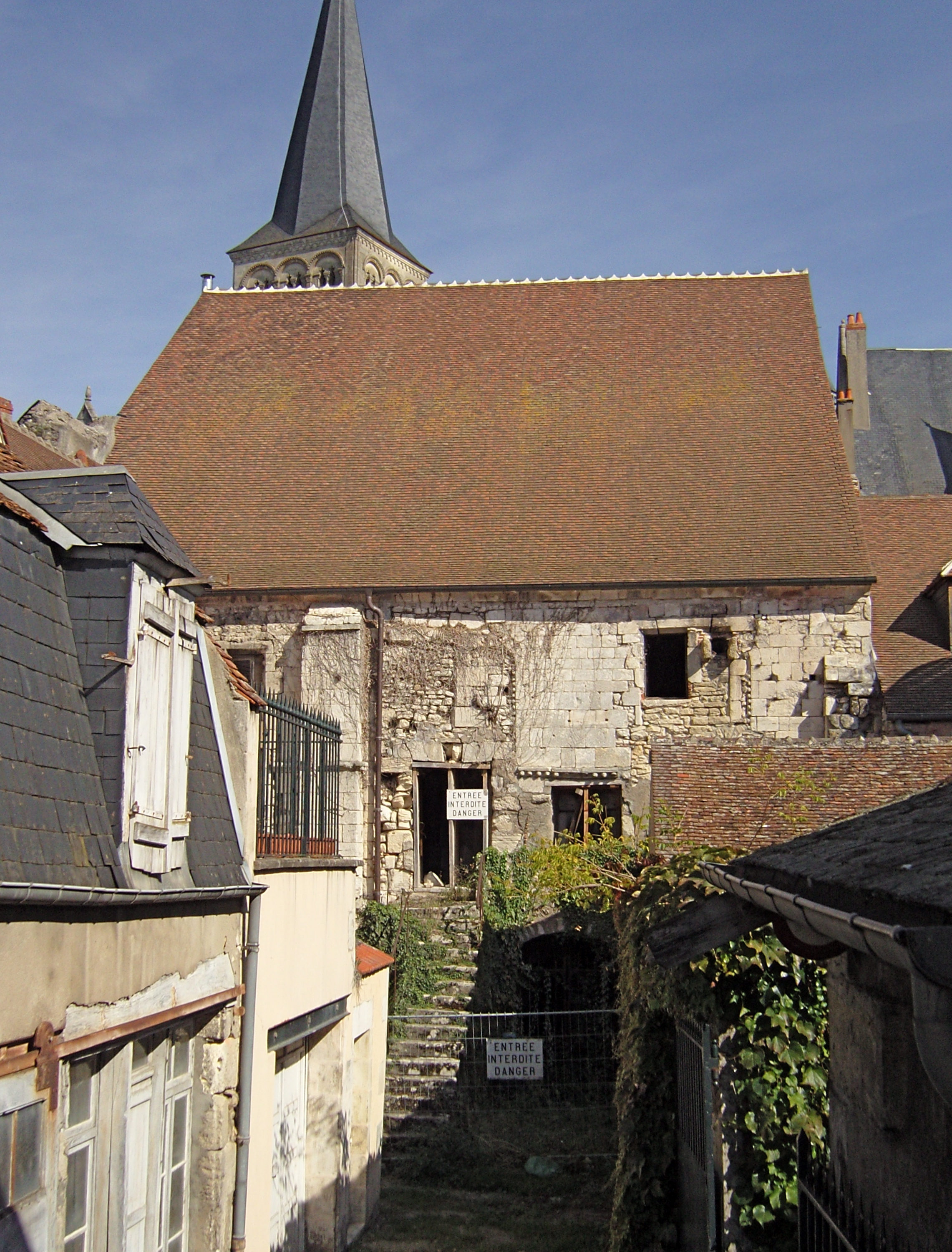
Ehemaliger Salzspeicher

Das Gebäude wurde im 12. Jahrhundert als Obdach für Pilger vom Kloster erbaut. Seit dem Jahre 1642 diente der Komplex als Krankenhaus. Nachdem 1690 das neue Krankenhaus genutzt werden konnte, wurde das Haus zum Salzspeicher umfunktioniert. Das Gebäude steht seit geraumer Zeit leer und verfällt. Neben seinem verwunschenen Äußeren besticht der Salzspeicher durch seine romanische Bauplastik.

### Stadtmuseum
Das Stadtmuseum wurde 1954 durch eine Stiftung in einem der Stadt vererbten Bürgerhaus eingerichtet. Es zeigt auf mehreren Ebenen archäologische Fundstücke, die das Klosterleben und die Anfänge der Stadt dokumentieren, sowie Kunsthandwerk des Jugendstils und Art déco. Mit Exponaten sind unter anderem René Lalique, Emile Gallé und Daum Frères vertreten.

## Partnerstädte

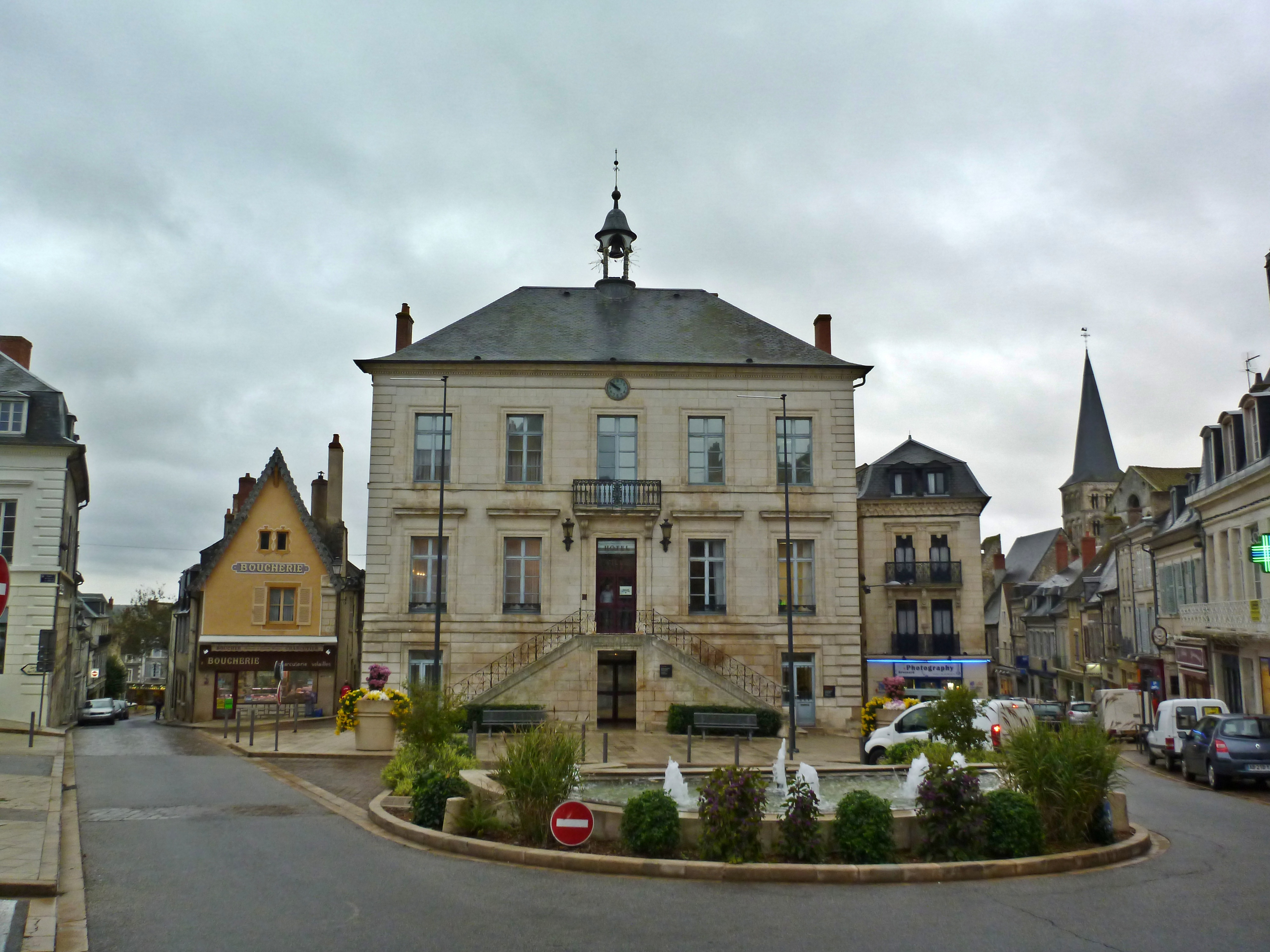
Rathaus der Stadt, im Hintergrund die Kirche Notre-Dame de La Charité

- Biedenkopf an der Lahn (Deutschland), seit 1960
- Neustadt an der Orla (Deutschland), seit 2001
- Wépion sur Meuse, Ortsteil von Namur (Belgien), seit 1964
- Oostduinkerke aan Zee, Ortsteil von Koksijde (Belgien), seit 1972
- Castiglion Fiorentino (Italien), seit 2004

## Persönlichkeiten
- Marcel Jean (1900–1993), Bildender Künstler und Autor des Surrealismus